# Rhynchosia emarginata
Rhynchosia emarginata là một loài thực vật có hoa trong họ Đậu. Loài này được Germish. miêu tả khoa học đầu tiên.